# Ehrenfried Stelzer
Hans-Ehrenfried Stelzer (* 26. März 1932 in Bolkenhain, Schlesien; † 10. Februar 2010) war ein deutscher Jurist, Kriminalist und Oberst. Er war von 1961 bis 1989 als Offizier im besonderen Einsatz (OibE) im Ministerium für Staatssicherheit (MfS) der DDR und von 1968 bis 1989 Direktor der Sektion Kriminalistik der Humboldt-Universität zu Berlin.

## Leben
Stelzer studierte Rechtswissenschaften an der Humboldt-Universität in Berlin, arbeitete anschließend bei der Kriminalpolizei im Prenzlauer Berg und schrieb an seiner Doktorarbeit. Am 15. März 1957 wurde er promoviert. Von 1957 bis 1968 leitete er das Institut für Kriminalistik der Juristischen Fakultät der Humboldt-Universität zu Berlin und gilt als "Erster Kriminalist der DDR". Am 1. Januar 1960 wurde er Dozent für Kriminalistik. Die Dozentur wurde zum 31. Dezember 1961 aufgehoben und er wechselte zum Ministerium des Innern der DDR (MdI). Zur offiziellen Abdeckung als Offizier im besonderen Einsatz erhielt er vom MdI eine Planstelle. Stelzers Zusammenarbeit mit dem MfS begann 1961 im Zusammenhang mit der Ausbildung von MfS-Angehörigen auf dem Gebiet der Kriminalistik an der Humboldt-Universität. Im Januar 1962 wurde seine Einstellung als Offizier im besonderen Einsatz vorgenommen.
Mit der Schaffung einer selbständigen Sektion Kriminalistik, die 1968 aus dem Institut für Kriminalistik der Juristischen Fakultät der Humboldt-Universität zu Berlin, dem Kriminalistischen Institut der Universität Leipzig sowie kriminalistischen Abteilungen in Halle und Jena hervorging, wurde er Direktor der Sektion, an der Diplomkriminalisten für den Zoll, die Polizei und die Staatssicherheit ausgebildet wurden. Als Oberst der Kriminalpolizei des MdI und Prof. Dr. sc. erhielt er am 28. Juni 1982 den Vaterländischen Verdienstorden in Bronze.
Er veröffentlichte eine Vielzahl von Büchern und war 1970 Herausgeber eines Bandes "Kriminalistik und forensische Wissenschaften". Von 1977 bis 1986 veröffentlichte er "nur für den Dienstgebrauch" vier Bände mit dem Titel "Sozialistische Kriminalistik", Band 1 als alleiniger Autor und die darauffolgenden Bände in einem Autorenkollektiv.
Während seiner Zeit als Direktor der Sektion Kriminalistik der Humboldt-Universität wurde dort 1988 die Datenbank Toxdat angelegt. Er war Mitglied der SED, zuletzt im Rang eines Obersts und prägte kurz vor dem Mauerfall die "Bekämpfung des Neofaschismus" in der DDR. Hierzu schlug er noch im November 1989 dem Chef der Sicherheitsabteilung im ZK, Wolfgang Herger, ein "antifaschistisches Koalitionsprogramm" vor.
Ab 1990 arbeitete er als Anwalt in Berlin und gründete im gleichen Jahr gemeinsam mit Heribert Hellenbroich einen Verein „Internationales Institut für Wirtschaftssicherheit zu Berlin“.
2009 wurde Stelzer kurzzeitig zum geschäftsführenden Vorstand des Deutschen Instituts für Anlegerschutz (DIAS) (2004–2011) ernannt.
Zum Ende seines Lebens wurde er obdachlos, nächtigte in einer Kammer seines Vereins und wurde kurz vor seinem Tode in ein Berliner Krankenhaus eingeliefert.
Stelzer war u. a. Doktorvater von Rolf Ackermann und Hansjoachim Tiedge und mit Frank Schumann befreundet.